# Grup de cases sobre el torrent de Vall-llobre
El Grup de cases sobre el torrent de Vall-llobre és una obra del municipi de Setcases (Ripollès) inclosa en l'Inventari del Patrimoni Arquitectònic de Catalunya.

## Descripció
Aquesta és la part de Setcases que conserva encara la seva puresa de construccions sense massa inclusions; al revés que la resta de la població, avui dia molt degradada. Avui dia sembla que com la resta del poble, aquest conjunt passarà a ser segones residències, amb el que segurament perdrà tota la seva puresa.

## Història
Setcases té el major nombre d'habitants en el temps de màxima esplendor de les fargues, cap a l'any 1787. El seu origen sembla que data de l'any 965.